# Khavatkoppa, Athni
Khavatkoppa là một làng thuộc tehsil Athni, huyện Belgaum, bang Karnataka, Ấn Độ.